# Ca' Emo
Ca' Emo is een plaats (frazione) in de Italiaanse gemeente Adria.